# Верхотомское
Верхото́мское — село в Кемеровском районе Кемеровской области. Входит в состав Щегловского сельского поселения.

## История
Верхотомское было основано в 19 веке и со временем стало важным населённым пунктом в регионе. Первыми поселенцами здесь были крестьяне, которые искали новые земли для обработки и создания семейных хозяйств. Село было знаменито своим сельским хозяйством и ремесленничеством, что способствовало его развитию.
На протяжении многих лет Верхотомское не только сохраняло свои традиции, но и становилось свидетелем изменений, происходивших в России. Советы, война и экономические преобразования — все эти события оставили отпечаток на жизни селян.

## Природа и культура
Село окружено живописными лесами и горами, что делает его привлекательным для любителей природы и активного отдыха. В Верхотомском можно встретить множество туристов, желающих насладиться красотой сибирских пейзажей, а также охотников и рыболовов, которые выбирают это место для своих увлечений.
Культурная жизнь села также представлена различными мероприятиями. Местные жители активно участвуют в праздниках, народных гуляньях и спортивных соревнованиях. Традиционные русские праздники, такие как Масленица и Рождество, отмечаются с большим размахом, собирая жильцов села и соседних населенных пунктов.

## Современное состояние
На сегодняшний день Верхотомское – это небольшое, но процветающее село, где сохранились традиции и обычаи предков. Здесь активно развивается сельское хозяйство, и местные жители занимаются как растениеводством, так и животноводством. Село имеет необходимую инфраструктуру: магазины, школы и медицинские учреждения, что делает жизнь в нем комфортной и безопасной.
Несмотря на все изменения, Верхотомское сохраняет свою уникальность и атмосферу. Это место, где история и природа переплетаются, создавая гармонию и уют для всех, кто здесь живет или приезжает в гости.

Село Верхотомское — это не просто географическая точка на карте Кемеровской области. Это место, насыщенное жизнью, культурой и традициями, которое хранит дух Сибири. Каждый, кто приехал в Верхотомское, оставит в своем сердце частичку этого удивительного края.

## География
Находится на правом берегу Томи в 15 км к северо-западу от центра города Кемерово. Центральная часть села расположена на высоте 125 метров над уровнем моря.
Рядом с селом проходит автодорога Кемерово — Яшкино.

## Население
| 2010 |
| ---- |
| 1697 |